# Dänische Marck

4 Marck Danske von 1694 (Vorderseite)

4 Marck Danske von 1694 (Rückseite)

Die Dänische Marck, Dänische Mark oder Mark Dänisch (dän.: Marck Danske, später Mark Danske) ist eine frühere dänische Münze und Währungseinheit.
Der damalige anglo-skandinavische König Knut der Große hatte im 11. Jahrhundert aus dem heutigen England stammende Münzmeister nach Dänemark kommen lassen. Diese brachten das englische Währungssystem mit nach Dänemark. Während seiner Regentschaft als dänischer König (1396–1439) führte Erik von Pommern die Lübsche Mark als Rechnungseinheit zu 16 Schilling = 192 Pfennig (penning) ein. Seit 1529 wurden auf Marck Danske lautende Silbermünzen geprägt.
Zunächst war die Dänische Mark der Lübischen Mark im Wert gleich. Ab 1616 setzte ein Wertverfall ein, so dass schließlich zwei Dänische Mark einer Mark Lübsch gleich waren. Es gab Münzen zu 4, 2, 1, ½, ¼ Mark Danske. Die auf Marck Danske lautenden Münzen würden später von den dänischen Speciesthalern verdrängt. 1739 ergaben sechs Mark Dänisch einen (Species-)Taler. Per 1. Januar 1875 wurde die dänische Mark von der dänischen Krone zu 100 Øre abgelöst.
Die Marck Danske war eng mit der Entstehung der ersten dänischen Kronenwährung verbunden, die von 1618 bis 1771 geprägt wurde. Zunächst galt eine Krone vier Marck Danske. Der Münzprägung wurde bis 1689 eine eigene dänische Ausprägung der Gewichtsmark (234,54 g) zugrunde gelegt, die etwas schwerer war als die kölnische Mark zu 233,85 g. Bis 1616 wurden Marck-Münzen mit einer Feinheit von knapp 860/1000 und einem Feinsilbergehalt von 14,5 g geprägt. Von 1643 bis 1645 wurden sehr viel größere Münzen (22,3 g rau) geprägt, deren Feinheit aber auf knapp 594/1000 gesenkt wurde. Der Silbergehalt sank auf etwa 13,3 g. In der anschließenden Prägeperiode von 1659 bis 1689 wurde das Rauhgewicht beibehalten, aber Feinheit und Silbergehalt auf knapp 672/1000 bzw. 15,0 g gesteigert. Durch Umstellung auf die etwas leichtere kölnische Mark (bis 1771) sank der Feingehalt nur wenige Hundertstel Gramm pro 4-Marck-Stück. Weiterhin wurde von 1692 bis 1726 ein Münzfuß verwendet, nach dem 13 4-Marck-Stücke aus einer rauen Gewichtsmark zu 833,3/1000 zu prägen seien. Auch hier ergibt sich ein Silbergehalt von fast genau 15,0 g. Aus der gleichen Silberlegierung wurden auch Münzen zu sechs Marck Danske geprägt. Mit 10 2/5 Stücken aus der feinen Gewichtsmark ergibt sich ein Silbergehalt von knapp 22,5 g.